# 新界區專線小巴42線
新界區專線小巴42線是由信威國際投資有限公司營辦的一條專線小巴線，往來青磚圍至屯門市中心。
運輸署服務詳情表顯示此路線為循環線，實際上在任何情況下，小巴抵達屯門市中心後所有乘客必須落車，而兩邊總站本身亦各有其開出時間，故屬假循環線。

## 歷史
- 1995年(11-12月)：投入服務，初時往來青山醫院至屯門市中心，是輕鐵專區實施後屯門區首條全新開辦的區內公共交通路線。[2]
- 1998年：延長至青磚圍。
- 2003年12月20日：配合九廣西鐵（現稱港鐵屯馬綫）通車，來回程繞經兆康站（北）公共運輸交匯處，往屯門市中心方向繞經屯門站公共運輸交匯處。
- 2010年3月14日：往屯門市中心方向繞經新屯門站有蓋公共運輸交匯處。

## 服務時間及班次
- 青磚圍開：06:30-21:15（13分鐘一班）
- 屯門市中心開：06:50-21:20（15分鐘一班）

## 收費
- 全程收費：$5.4

| - 此路線大小同價。 - 65歲或以上長者使用長者或個人八達通（包括「樂悠咭」），合資格殘疾人士使用「殘疾人士身份」個人八達通，以及60至64歲香港居民使用「樂悠咭」繳付車資，均可享有每程劃一$2.0的政府長者及合資格殘疾人士公共交通票價優惠計劃。 - 乘客可以現金或八達通卡於上車時付款，不設找贖。 |

## 行車路線
- 途經：青磚圍路，五柳路，青麟路，藍地交匯處，青麟路，兆康站（北）公共運輸交匯處，青麟路，青松觀路，青山醫院通道，青松觀路，屯門醫院通道，青松觀路，震寰路，杯渡路，河傍街，屯門鐵路站公共運輸交匯處（如無人於屯門站小巴總站或明偉大樓下車，可彈性直接經杯渡路前往屯門鄉事會路），杯渡路，屯門鄉事會路，屯隆街，屯順街，屯合街，屯門鄉事會路，蔡意橋（當繁忙時間客滿時如無人於屯門新墟或卓爾居下車，可彈性直接經屯門鄉事會路及杯渡路前往震寰路），石排頭路，震寰路，青松觀路，屯門醫院通道，青松觀路，青山醫院通道，青松觀路，青麟路，兆康站（北）公共運輸交匯處，五柳路及青磚圍路。

綠字路段為鄉郊路段，不影響行車安全時沿途皆可上落客。
| 青磚圍開 | 青磚圍開               | 青磚圍開                   |
| 序號     | 車站名稱               | 位置                       |
| -------- | ---------------------- | -------------------------- |
| 1        | 青磚圍小巴總站         | 青磚圍路                   |
| 2        | 青磚圍                 | 五柳路                     |
| 3        | 屯子圍                 | 五柳路                     |
| 4        | 新慶村                 | 五柳路                     |
| 5        | 兆康站                 | 兆康站（北）公共運輸交匯處 |
| 6        | 兆康路                 | 青麟路                     |
| 7        | 兆康苑                 | 青麟路                     |
| 8        | 屯門醫院               |                            |
| 9        | 青松觀                 | 青松觀路                   |
| 10       | 澤豐花園               | 青松觀路                   |
| 11       | 大興邨                 | 震寰路                     |
| 12       | 卓爾居                 | 震寰路                     |
| 13       | 屯門警署               | 震寰路                     |
| 14       | 屯門站                 | 屯門站公共運輸交匯處       |
| 15       | 屯門市中心             | 屯順街                     |
| 16       | 聖公會聖西門呂明才中學 | 屯門鄉事會路               |
| 17       | 卓爾居                 | 石排頭路                   |
| 18       | 大興邨                 | 震寰路                     |
| 19       | 澤豐花園               | 青松觀路                   |
| 20       | 青松觀                 | 青松觀路                   |
| 21       | 屯門醫院               |                            |
| 22       | 麒麟圍                 | 青麟路                     |
| 23       | 欣田邨                 | 青麟路                     |
| 24       | 兆康站                 | 兆康站（北）公共運輸交匯處 |
| 25       | 新慶村                 | 五柳路                     |
| 26       | 屯子圍                 | 五柳路                     |
| 27       | 青磚圍                 | 五柳路                     |
| 28       | 青磚圍小巴總站         | 青磚圍路                   |

## 用車

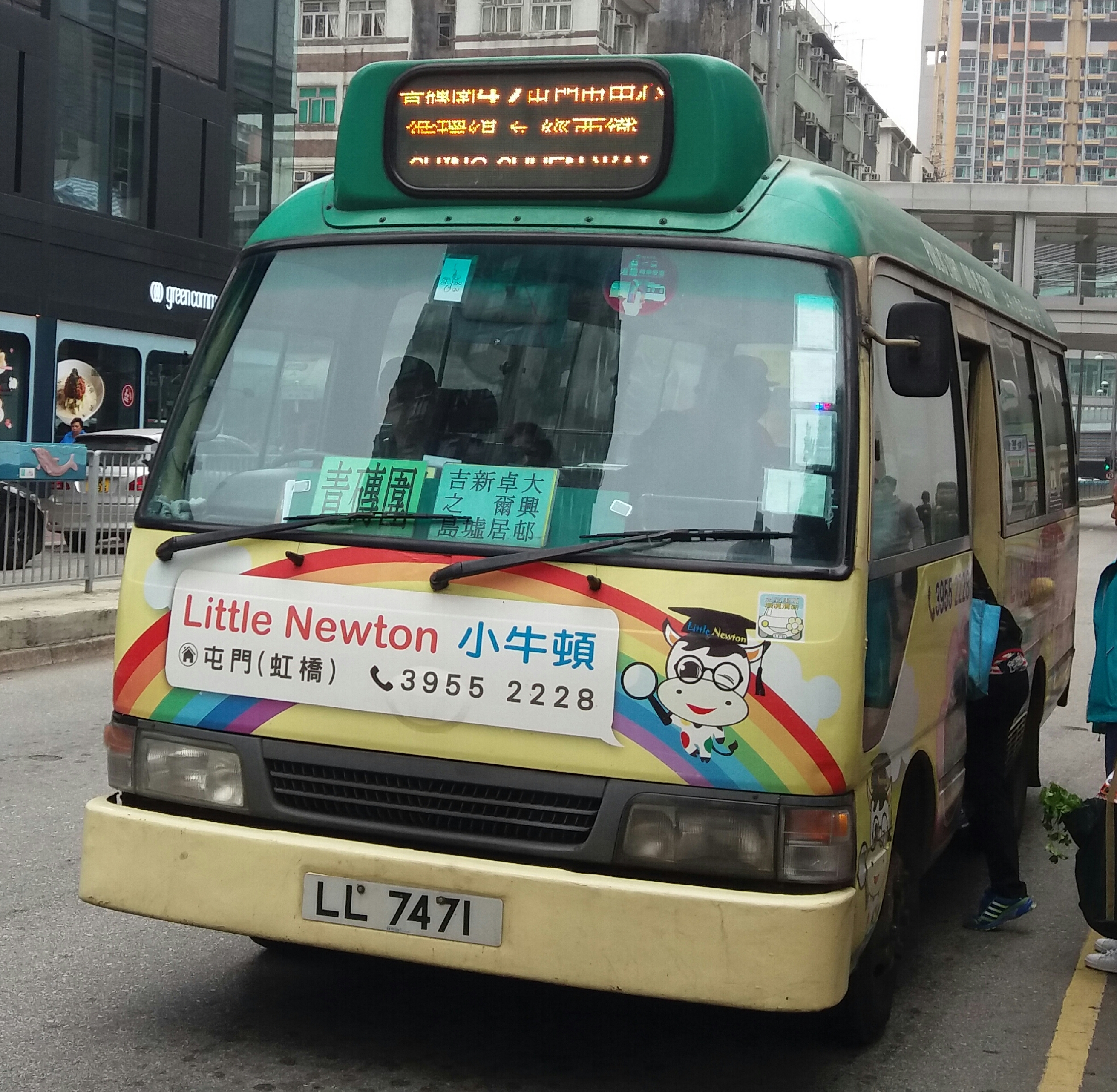
新界區專線小巴42線所有用車皆配備電子路線牌

此路線主要採用豐田Coaster石油氣小巴行駛，其中一輛掛牌車KS9838率先於2010年3月改用電子路線牌，其後所有用車皆已配備電牌。
行駛此線的小巴不時會被調往元朗區的608及609線行走，部份於深夜行走610S線。

## 外部連結
- 新界42號小巴線 搭車 EASY （页面存档备份，存于）